# 石山繁
石山 繁（いしやま しげる、1977年3月2日 - ）は、JRAの元騎手。現役当時は栗東トレーニングセンター・浜田光正厩舎所属で、平地競走と障害競走両方に騎乗していた。北海道出身。

## 来歴
1995年、第11期生として競馬学校騎手課程を卒業しJRAの騎手免許を取得する。同期には金折知則、西谷誠、青木芳之、野元昭嘉、西田雄一郎らがいる。デビュー時から浜田光正厩舎所属。JRA初騎乗は3月4日、第3回京都競馬3日目の第2競走で8番人気のアグネストレビアンに騎乗して4着だった。3月18日、第3回京都競馬7日目の第1競走で1番人気だったゼニスブルーで勝利しJRA初勝利を挙げる。デビュー年は合計17勝という成績だった。
1996年、報知杯4歳牝馬特別でヒシベイビーに騎乗しJRA重賞初騎乗を果たす（13着）。
1997年10月5日、障害レース初騎乗を果たし、11月8日に障害レース初勝利を挙げる。
2000年、報知杯4歳牝馬特別で1番人気だったサイコーキララで勝利しJRA重賞初勝利を挙げる。同年の桜花賞もサイコーキララで挑み、単勝1.8倍の1番人気に支持されるも4着に敗れる。
2005年、フミノトキメキで小倉サマージャンプを制し、平地・障害両方での重賞勝利を達成した。
2007年2月24日、阪神競馬での障害レースでサフランブリザードに騎乗したが、1周目の第2障害で着地時につまずき落馬した際に頭を強打し脳挫傷で意識不明の重体となった。意識不明のまま30歳の誕生日を迎え1ヶ月半後に意識を取り戻したが、言語や記憶力などに障害が残る高次脳機能障害と診断された。なお、同馬の前走である牛若丸ジャンプステークスで騎乗した内田浩一も落馬し骨折などの重傷を負っていた。同馬は同年3月2日付けで競走馬登録を抹消されている。
2008年10月、妻が落馬後の壮絶なリハビリの記録を綴った『落馬脳挫傷』を出版。（2006年の正月に石山が初詣でおみくじを引くが3回連続で凶、翌年も同神社でおみくじを何度も引くが全て凶、前年と合わせ11回連続で凶を引き、その翌月に落馬したエピソードなどが綴られている。）
復帰に向けトレーニングを続けたが、脳挫傷の後遺症である視力の低下もあって復帰は叶わず2009年2月12日、JRAより2月28日付けでの騎手引退が発表された。3月1日に石山が師・浜田の引退式に出席した際には日本騎手クラブからの提案で急遽、予定にはなかった簡潔な引退セレモニーが阪神競馬場で行われた。先輩騎手の藤田伸二から花束を渡された石山は号泣し騎手生活に別れを告げた。競走中の事故による引退は2007年の常石勝義（石山と同じ脳挫傷）以来2年振りとなった。更に翌年の2010年には塚田祥雄も常石や石山と同じ落馬による脳挫傷で引退している。
騎手成績は2015戦92勝（平地競走1870戦79勝、障害競走145戦13勝、重賞2勝）であった。
2014年、視力障害や記憶障害を抱えながらも障害者馬術競技の全国大会に出場して優勝。パラリンピック出場を目標にすることが報道された。後に常石、および2015年に同じく落馬による脳挫傷で引退した高嶋活士も障害者馬術競技に転向している。
パラリンピックの強化指定選手にも選ばれたが、馬の輸送費用が負担になり、2017年4月に馬術を諦め、障がい者馬術競技からも引退した。

## 主な騎乗馬
- ファレノプシス（デビューから4戦目まで騎乗）
- サイコーキララ（2000年報知杯4歳牝馬特別）
- フミノトキメキ（2005年小倉サマージャンプ）